# Cupcakes
Pour plus de détails, voir Fiche technique et Distribution.
Cupcakes est une comédie israélo-française réalisée par Eytan Fox, sortie en 2013.

## Synopsis
A Tel Aviv, un groupe d'amis improvise pour l'un d'entre eux que son mari vient de quitter une chanson pour lui remonter le moral. Un des membres du groupe, Ofer, décide de proposer cette chanson au comité de sélection d'un concours international, Universong, qui évoque de façon transparente le concours Eurovision et qui doit se dérouler cette année-là en France.
C'est le début d'une véritable aventure pour ce groupe d’amis.

## Fiche technique
- Titre : Cupcakes
- Réalisation : Eytan Fox
- Scénario : Eytan Fox et Eli Bijaoui
- Photographie : Daniel Schneor
- Montage : Ron Omer
- Musique : Haim Frank Ilfman
- Producteur : Lauranne Bourrachot et Marco Cherqui
- Production : Abot Hameiri, Bananot, Chic Films, United King Films et Keshet Media Group
- Pays d'origine :  Israël et  France
- Genre : comédie
- Durée : 92 minutes
- Dates de sortie :
  - Israël : 14 février 2013
  - France : 11 juin 2014
  - États-Unis : 28 juin 2014

## Distribution
- Ofer Shechter : Ofer
- Anat Waxman : Anat
- Dana Ivgy : Dana
- Yael Bar-Zohar : Yael
- Efrat Dor : Efrat
- Keren Berger : Keren
- Denis Sandler : candidat à l'Eurovision
- Édouard Baer : lui-même

## Chansons entendues dans le film
- Sheila : Vous les copains, je ne vous oublierai jamais
- Israel 1979 Eurovision - "Hallelujah" - 1re place